# Springview
Springview – wieś w Stanach Zjednoczonych, w stanie Nebraska, siedziba administracyjna hrabstwa Keya Paha.